# Dara (muhafaza)
Dara (arab. مُحافظة درعة) – jedna z 14 jednostek administracyjnych pierwszego rzędu (muhafaza) w Syrii. Jest położona w południowej części kraju. Graniczy od wschodu z As-Suwajdą, od północy z Hims, od wschodu z Jordanią, od północy z Damaszkiem-Okręgiem, od zachodu z Al-Kunajtirą, a od południa z Jordanią.
W 2011 roku muhafaza liczyła 1 027 000 mieszkańców; dla porównania, w 2004 było ich 843 478, a w 1891 – 362 969.

## Podział administracyjny
Muhafaza Dary dzieli się na 3 dystrykty (manatiq), które dalej dzielą się na 17 podregionów (nawahi).
- As-Sanamajn
  - As-Sanamajn
  - Al-Mismijja
  - Ghabaghib
- Dara
  - Dara
  - Bosra
  - Chirbat Ghazala
  - Asz-Szadżara
  - Da’il
  - Muzajrib
  - Al-Dżiza
  - Al-Musajfira
- Izra
  - Izra
  - Dżasim
  - Al-Harak
  - Nawa
  - Asz-Szajch Maskin
  - Tasil